# Seka Severin de Tudja
Seka Severin de Tudja (Zagreb, Reino de los Serbios, Croatas y Eslovenos (actual Croacia), 10 de abril de 1923- Caracas, Venezuela, 2 de enero de 2007) fue una escultora y ceramista venezolana de origen croata.

## Educación
Seka Severin estudió escultura en la Academia de Bellas Artes en Zagreb, Croacia con Frano Krsinic y Krsto Hegedusic (1942–1945), antes de irse a París, Francia, becada por el gobierno francés entre los años 1946 y 1948. Ahí,  continuó con sus estudios en escultura así como dibujando en la Académie de la Grande Chaumière, antes de obtener un grado profesional en la Sorbona (1948) en historia de arte y arqueología.

## Carrera
Estando en París, Severin experimentó con diversos materiales y procesos e hizo animaciones con figurines de cera esculpida; su trabajo en un taller de botones de cerámica la llevó a un entendimiento más técnico del medio. Durante su permanencia en París realizó figuras con la técnica de la cera perdida para animaciones cinematográficas. En 1952 se traslada a Caracas, Venezuela, donde continua haciendo objetos utilitarios, mientras continuaba probando variaciones de calor y tiempos de cocción en su recién adquirido gran horno. Es aquì donde comienza a investigar y experimentar técnicas de la cerámica y comprueba las variaciones que se producen a través de las alteraciones de los cánones técnicos. Su trabajo se basó en investigaciones sobre la forma, la textura y el color.
Su trabajo en esta época seguía siendo variado, presentó un mural cerámico en bajo relieve en el XVI Salón Oficial Anual de Arte Venezolano de 1955, pieza que ganó ese mismo año el Premio Nacional de Artes Aplicadas. También, en 1965, le otorgaron medallas de oro en la exposición international Les émaux dans la céramique actuelle (Los esmaltes en la cerámica actual) en el Museo Ariana (museo suizo de cerámicas y cristales) en Ginebra, Suiza, y en 1967 en la exhibición Form und Qualität (Forma y Calidad) en Múnich, Alemania; así mismo, fue distinguida con diplomas en la Exposición Internacional de Cerámicas en el Museo Victoria y Alberto en Londres, Inglaterra (1972) y en la Trienal Mundial de Cerámicas Finas celebrada en Zagreb, Yugoslavia en 1984. Su primera exhibición individual llamada Treinta y cinco cerámicas de Seka estuvo organizado por Miguel Arroyo en 1962 en el Museo de Bellas Artes en Caracas. A partir de este momento, Seka Severin empezó a atraer la atención internacional y representó a Venezuela en exposiciones en el extranjero. A este evento le siguieron dos importantes retrospectivas en Caracas, en el Museo de Arte Contemporáneo en 1982 y en el Centro Cultural Consolidado en 1993. Su trabajo fue mostrado internacionalmente en numerosas exhibiciones grupales a lo largo de su vida.

## Obra de arte
Sus trabajos tempranos en Venezuela incorporaron inspiraciones de figuras precolombinas, mientras que sus trabajos tardíos rechazaron la ornamentación en favor del proceso, el medio, y las consideraciones formales, de textura, y color. Después de 1972, Seka exploró las posibilidades con formas ovoides con exterior completamente sólido, reduciendo aún más la brecha entre la cerámica y la escultura. En 1962 hizo piezas completamente cerradas las cuales alternaba con otras que poseían orificios o que eran parcialmente abiertas; desde 1972 decidió trabajar sólo formas cerradas que son como variaciones libres sobre la esfera y el óvalo. Seka utiliza arcilla roja o blanca modelada a mano; realiza una que ma de bizcocho y posteriormente dos quemas con esmalte blanco, a las que siguen numerosas quemas superpuestas a bajas temperaturas (desde 700 a 1200 °C) para conseguir los colores y las texturas; con frecuencia le concede a sus piezas un craquelado particular, variando tierras y óxidos, y aplica los pigmentos de sobrecubierta variando pinceles y aceites. Estos procesos técnicos, llevados a cabo en secuencia y con gran rigor, son registrados en los títulos mismos de las piezas, códigos seriados con letras y números. La variación de texturas va desde retículas apenas sugeridas o cerradas y “nubes”, hasta piezas más abigarradas. 
Seka fue una activa participante del Salón Oficial, donde fue premiada en 1955, y también de los salones de cerámica que se realizaban en la Sala Mendoza. En 1972 es nombrada miembro de la AIC y desde 1979 es miembro honorario de la AVAF. Según Miguel Arroyo, en sus piezas “está previsto, configurado e intemporalizado —como en esplendorosos diagramas secuenciales— el estremecedor proceso de convulsiones, erupciones, deslizamientos y fusiones por las que habrá de pasar —y pasa— la materia hasta lograr su final estabilización. Por ello, cuando las miramos detenidamente descubrimos que las resonancias que ellas producen en nuestra mente no están motivadas por asociaciones superficiales, sino por causas mucho más profundas que tienen que ver con la vinculación que existe entre sus materias y otras que vivieron parecido o idéntico proceso de conflagración y de estabilización” (1989, p. 130). De Seka, la GAN posee en su colección las piezas T-3a, AG-2 y AH-37a. Ha participado en numerosas exposiciones colectivas e individuales.

## Vida personal
Fue hija de Dragutin Severin y Angela Tolg.

## Exposiciones
- 1959 Librería Española, París.
- 1962 “Cerámica contemporánea” (Museo Nacional de Bellas Artes, Buenos Aires)
- 1962 Treinta y cinco cerámicas de Seka, Museo de Bellas Artes (Caracas, Venezuela). Exhibición individual.
- 1963 “9th Ceramic Art” (Instituto Smithsoniano, Washington)
- 1963 “Venezuelan Pottery” (Museum of Contemporary Crafts, Nueva York)
- 1965 Les émaux dans la céramique actuelle (exposición internacional: Esmaltes Cerámicos Actuales), Musée de l’Ariane (Ginebra, Suiza).
- 1966 “Internationale Kunsthandwerk” (Stuttgart, Alemania)
- 1967 Forma und Qualität (Forma y Calidad) (Múnich, Alemania).
- 1972 International Exhibition of Ceramics (Exhibición Internacional de Cerámicas), Museo de Victoria y Albert (Londres, Inglaterra).
- 1974 “In Praise of Hands” (WCC, Toronto, Canadá)
- 1976 “Cerámica 1962-1975”, Sala Mendoza / “Keramika”, Musej Suvremene Umjetnosti, Zagreb
- 1982 “Forma, textura, color”, Museo de Arte Contemporáneo (Caracas, Venezuela).
- 1984 I Trienal Mundial de Cerámicas Finas (Zagreb, Croacia).
- 1984 “Sculptures du XXe siècle. De Rodin a Tinguely” (Museo Rath, Ginebra, Suiza)
- 1985 “International Ceramics” (Museo de Bellas Artes, Taipéi, Taiwán)
- 1985 “Venezuelan Studio Ceramics” (British Crafts Center, Londres)
- 1986-1988 “Encuentro de ceramistas contemporáneos de América Latina”
- 1992 “Barro de América” (MACC)
- 1993 “La cerámica de Seka 1960-1993” en el Centro_Cultural_BOD (Caracas, Venezuela).
- 1996 AIC (Umeleckoprumyslové Muzeum, Praga)
- 1996 “Europa y Venezuela, vínculo cerámico” (MACCSI y Museo de Arte, Coro)
- 1996 “La energía del barro” (Sala Sidor)
- 1998 “Keramika 1964-1998”, Muzej za umjetnost i obrt, Zagreb
- 2015 Moderno: Design for Living in Brazil, Mexico, and Venezuela, 1940–1978, Americas Society (Nueva York,Estados Unidos).

## Colecciones
- Mercantil (banco), Caracas
- Colección Cisneros, Caracas
- Galería de Arte Nacional (Caracas)
- Museo de Arte Contemporáneo de Caracas
- Musée de l’Ariane, Ginebra, Suiza
- Museo de Bellas Artes, Taipéi, Taiwán
- Museo de Ciudad Bolívar
- Muzej Suvremene Umjetnosti, Zagreb
- Muzej za Umjetnost i Obrt, Zagreb
- Umeleckoprumyslové Museum, Praga
- Universidad Simón Bolívar (Venezuela)
- Londres Museo de Victoria y Alberto

## Premios
- 1955 Premio Nacional de Artes Aplicadas, XVI Salón Oficial
- 1962 Medalla de oro, “Exposición internacional de cerámica”, Praga / Medalla de oro, “Exposición internacional de cerámica contemporánea”, Buenos Aires
- 1965 Medalla de oro, “Exposition internationale les emaux dans la céramique actuelle”, Musée de l’Ariane, Ginebra, Suiza
- 1967 Medalla de Oro del Estado de Baviera, “Form und Qualität”, Múnich, Alemania
- 1972 Diploma, “International Exhibition of Ceramics”, Victoria and Albert Museum, Londres
- 1984 Diploma, I Trienal Mundial de la Pequeña Cerámica, Zagreb
- 1991 Premio Gobernación del Distrito Federal, mención cerámica, Caracas